# Distretto di Bayat (Çorum)
Il distretto di Bayat (in turco Bayat ilçesi) è uno dei distretti della provincia di Çorum, in Turchia.